# Occupation japonaise de la Birmanie
L'occupation japonaise de la Birmanie fait référence à la période entre 1942 et 1945 pendant la Seconde Guerre mondiale, quand la Birmanie fut occupée par l'empire du Japon. Les Japonais avaient assisté à la formation de l'Armée pour l’indépendance birmane, et formé les Trente Camarades, qui furent les fondateurs des Forces armées modernes (Tatmadaw). Les Birmans espéraient obtenir le soutien des Japonais pour expulser les Britanniques, et devenir indépendants,.
En 1942, pendant la Seconde Guerre mondiale, le Japon envahit la Birmanie et déclara l’indépendance de la Birmanie sous le nom d'État de Birmanie le 1er août 1943. Un gouvernement fantoche, dirigé par Ba Maw, fut mis en place. Cependant, il apparut rapidement que les Japonais n’avaient pas l'intention d’accorder l'indépendance à la Birmanie,.
Aung San, le père de la cheffe de l'opposition Aung San Suu Kyi, et les dirigeants nationalistes formèrent l'Organisation antifasciste en août 1944, qui demanda au Royaume-Uni de former une coalition avec d'autres alliés contre les Japonais. En avril 1945, les Alliés avaient chassé les Japonais. Par la suite, des négociations commencèrent entre les Birmans et les Britanniques pour l'indépendance. Sous l'occupation japonaise, 170 000 à 250 000 civils périrent,.
Il est estimé que l'invasion japonaise de la Birmanie fut la principale cause de la famine du Bengale de 1943, car elle coupa tous les approvisionnements alimentaires de la région.

## Contexte
Certains nationalistes birmans virent dans le déclenchement de la Seconde Guerre mondiale une opportunité pour extorquer des concessions aux Britanniques en échange d'un soutien à l'effort de guerre. D’autres birmans, comme le mouvement Thakin, s’opposèrent à la participation de la Birmanie dans la guerre en toutes circonstances. Aung San, avec d'autres Thakins, fondèrent le Parti communiste de Birmanie (PCB) en août 1939. Aung San co-fonda également le Parti révolutionnaire populaire (PRP), rebaptisé Parti socialiste après la Seconde Guerre mondiale. Il contribua également à la fondation du Bama htwet yat gaing (Bloc Liberté) en forgeant une alliance de la Dobama, entre l’ABSU, des moines politiquement actifs et le parti Ba Maw's Sinyètha (Les pauvres). 
Après que Dobama Asiayone ait appelé à un soulèvement national, des mandats d'arrêt furent émis contre de nombreux dirigeants de l'organisation, dont Aung San, qui fuit en Chine. L'intention de Aung San était de prendre contact avec les communistes chinois, mais il fut repéré par les autorités japonaises qui lui offrirent un soutien en formant une unité secrète de renseignement appelée Minami Kikan, dirigée par le colonel Suzuki avec l'objectif de fermer la route de Birmanie et de soutenir un soulèvement national. 
Aung San revint brièvement en Birmanie pour enrôler vingt-neuf jeunes hommes qui allèrent au Japon avec lui afin de recevoir une formation militaire à Haïnan, en Chine. Ils devinrent connu comme les « Trente Camarades ». Lorsque les Japonais occupèrent Bangkok en décembre 1941, Aung San annonça la formation de l'Armée pour l'indépendance birmane (AIB) en prévision de l'invasion japonaise de la Birmanie en 1942. 
Pour les chefs militaires japonais, la conquête de la Birmanie était un objectif stratégique essentiel à l'ouverture des hostilités avec l'Angleterre et les États-Unis. L’occupation de la Birmanie permettrait d’interrompre un lien d'approvisionnement essentiel pour la Chine. En outre, les Japonais savaient que le caoutchouc était l'une des rares ressources vitales pour leur armée dont les États-Unis n’étaient pas auto-suffisant. Ils estimaient qu’il était essentiel d'interdire aux Alliés l'accès aux approvisionnements en caoutchouc d'Asie du Sud-Est pour qu’ils acceptent des conditions de paix favorables au Japon.

## Occupation japonaise

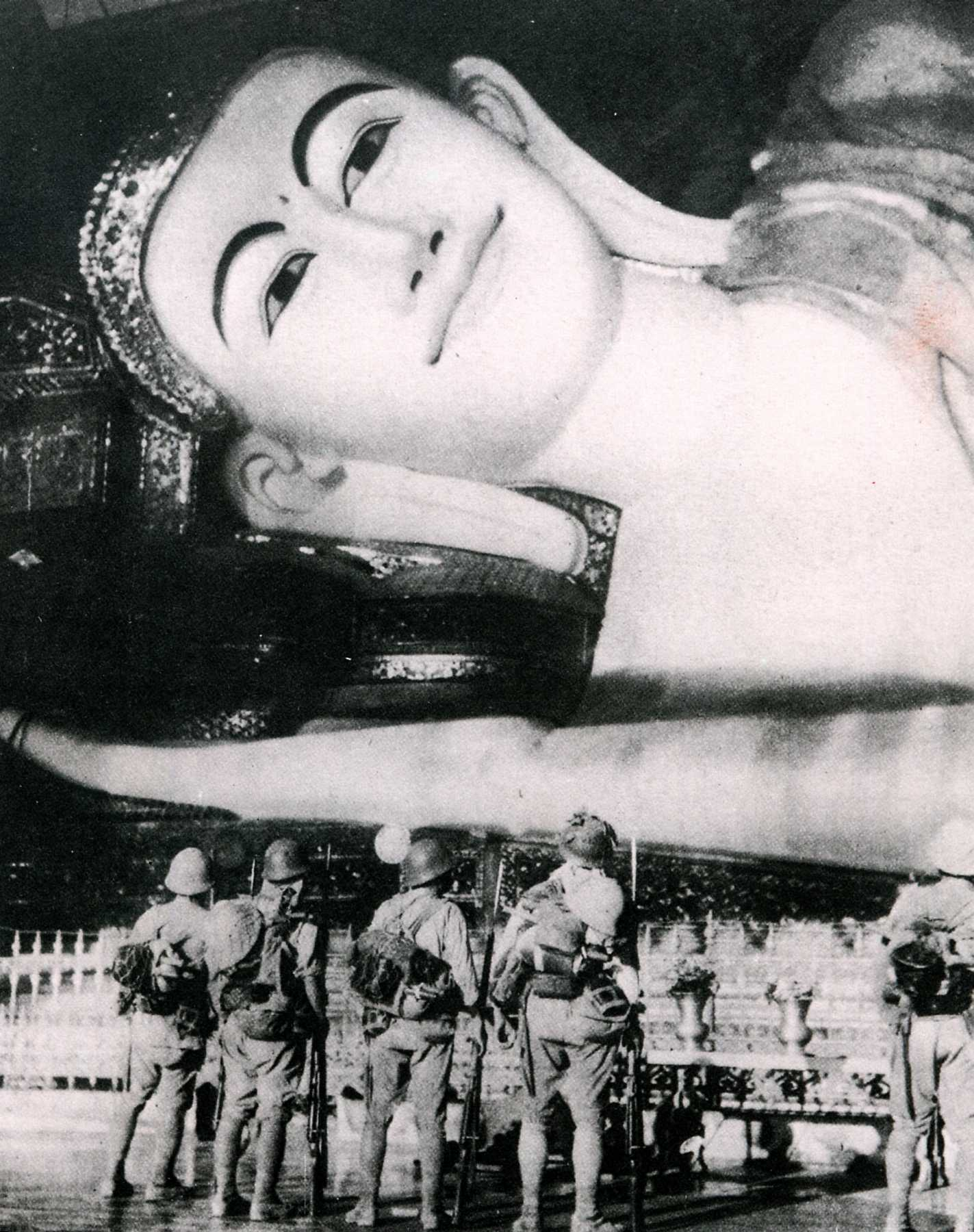
Armée japonaise à Shwethalyaung Bouddha.

L’AIB forma un gouvernement provisoire dans certaines régions du pays au printemps 1942, mais il y avait des divergences au sein des chefs japonais sur l'avenir de la Birmanie. Alors que le colonel Suzuki encourageait les Trente Camarades à former un gouvernement provisoire, les chefs militaires japonais n’acceptèrent jamais officiellement un tel plan. Finalement, l'armée japonaise se tourna vers Ba Maw pour former un gouvernement.
Pendant la guerre en 1942, l’AIB grandit de manière incontrôlée, et dans de nombreux districts, des fonctionnaires et même des criminels se nommèrent eux-mêmes membres de l’AIB. Elle fut réorganisée comme l'Armée Défense de la Birmanie (ADB), sous la direction des Japonais mais toujours dirigée par Aung San. Alors que l’AIB était une force irrégulière, l'ADB fut recrutée par sélection et formée comme une armée conventionnelle par des instructeurs japonais.
Ba Maw fut ensuite placé à la tête de l'État, son cabinet comprenait à la fois Aung San comme ministre de la Guerre et le leader communiste Thakin Than Tun comme ministre des Terres et de l'Agriculture ainsi que les dirigeants socialistes Thakins Nu et Mya. Quand les Japonais déclarèrent la Birmanie, en théorie, indépendante en 1943, l'armée de défense de la Birmanie fut rebaptisée Armée nationale birmane (ANB).

Le drapeau de l'État de Birmanie, utilisé de 1943 à 1945.

Il devint rapidement évident que les promesses japonaises concernant l'indépendance étaient simplement une imposture et que Ba Maw avait été trompé. Alors que la guerre tournait au détriment des Japonais, ils déclarèrent la Birmanie comme étant un état pleinement souverain le 1er août 1943, mais ce ne fut seulement qu’une autre façade. 
Désabusé, Aung San entama des négociations avec les dirigeants communistes Thakin Than Tun et Thakin Soe, et les dirigeants socialistes Ba Swe et Kyaw Nyein qui conduisirent à la formation de l'Organisation antifasciste (OAF) en août 1944, lors d’une réunion secrète du PCB, le PRP et la ANB à Pégou. L'OAF fut par la suite rebaptisée Ligue anti-fasciste pour la liberté du peuple (LAFPLP) et s’opposa frontalement au fascisme japonais, proposant une société plus juste et plus égalitaire.
Thakins Than Tun et Soe, alors qu’ils étaient à la prison d'Insein en juillet 1941, co-écrivirent le Manifeste d’Insein qui, contre l'opinion dominante dans le mouvement Dobama, identifiait le fascisme mondial comme l'ennemi principal dans la guerre à venir et appelait à une coopération temporaire avec les Britanniques dans une large coalition alliée qui devrait inclure l'Union soviétique. Soe était déjà entré dans la clandestinité pour organiser la résistance contre l'occupation japonaise, et Than Tun fut en mesure de passer des renseignements japonais à Soe, tandis que d'autres dirigeants communistes Thakins Thein Pe et Tin Shwe prirent contact avec le gouvernement colonial exilé à Shimla, en Inde.

### Massacre pendant l'occupation
Les Japonais pénétrèrent dans le village de Kalagong et rassemblèrent tous les habitants pour être interrogés par les membres du 3e bataillon, du 215e régiment et le OC Moulmein Kempeitai de l'Armée impériale japonaise. Ces unités étaient commandées par le major-général Seiei Yamamoto, chef d'état major de la 33e Armée. On estime que 600 villageois birmans sont morts dans le massacre de Kalagon.

## Fin de l'occupation

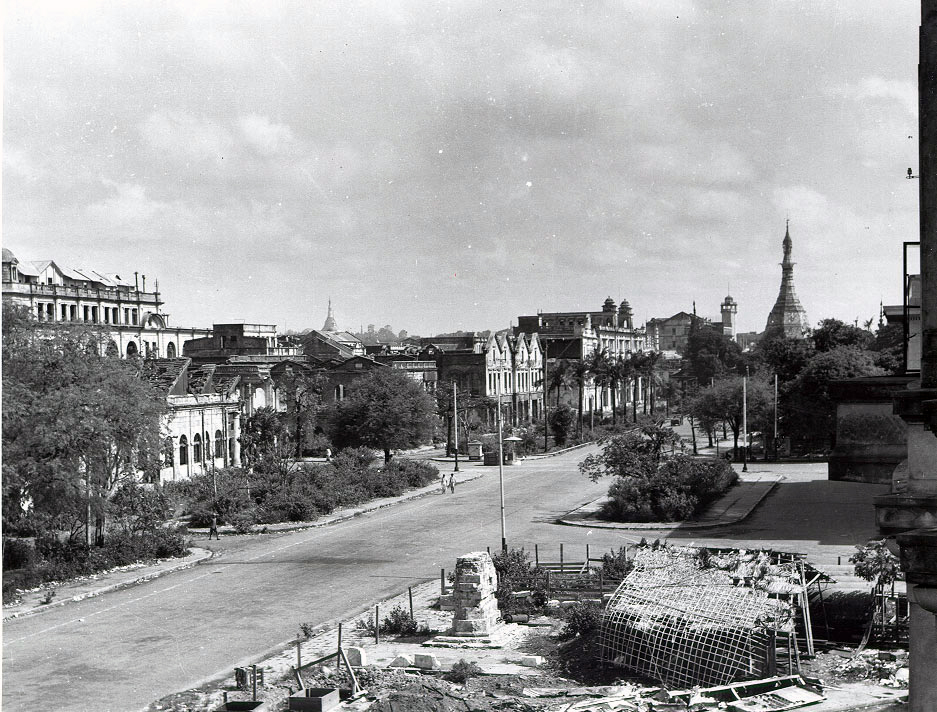
Rangoon, détruite, au lendemain de la Seconde Guerre mondiale.

Il eut des contacts informels entre l'OAF et les Alliés en 1944 et en 1945 par le biais de la Force 136, une unité britannique agissant spécialement dans les territoires occupés par les Japonais. Le 27 mars 1945, l'Armée nationale birmane mena une rébellion à l'échelle nationale contre les Japonais. Après guerre, le 27 mars, désormais férié en Birmanie, a d'abord été célébré comme le « jour de la Résistance » jusqu'à ce que l'armée le rebaptise « jour de Tatmadaw » (jour des forces armées). Aung San et d'autres, par la suite, entamèrent des négociations avec Lord Mountbatten et officiellement rejoignirent les Alliés sous la dénomination de Forces patriotiques birmanes (FPB). À la première réunion, l'OAF se présenta aux Britanniques comme le gouvernement provisoire de la Birmanie avec Thakin Soe comme président et Aung San comme membre de son comité de décision.
Les Japonais évacuèrent l'essentiel de la Birmanie, en mai 1945. Les négociations commencèrent alors avec les Britanniques concernant le désarmement de l'OAF et la participation de ses troupes dans l'armée birmane d’après-guerre. Certains anciens combattants se rassemblèrent dans une force paramilitaire sous le commandement d’Aung San, appelée Pyithu yèbaw tat ou Organisation populaire des volontaires (OPV), et continuaient ouvertement à s'entraîner sous l’uniforme. L'absorption du FPB fut conclue avec succès lors de la conférence de Kandy à Ceylan en septembre 1945.